# Adoración de la Trinidad
El Retablo de Todos los Santos (en alemán, Allerheiligenbild) es una obra del pintor alemán Alberto Durero (Albrecht Dürer). Está pintado al temple y óleo sobre madera, y fue ejecutado en el año 1511. Esta Adoración de la Santísima Trinidad mide 135 cm de alto y 123 cm de ancho. Se exhibe actualmente en el Museo de Historia del Arte de Viena, Austria.
Se trata de un cuadro encargado por Matthäus Landauer, ejecutado por Durero a la vuelta de su segundo viaje a Venecia. Existe un dibujo preparatorio en el Museo Condé de Chantilly, datada del año 1508, lo que hace pensar que ya había sido contratada por entonces. Tuvo como destino la capilla de Todos los Santos, en Núremberg, que formaba parte del «Hogar de los Doce Hermanos», fundado en 1501, centro de acogida de artesanos arruinados.
El marco original se encuentra en el Museo Nacional Germano.
Lo mismo que el Martirio de los diez mil (1508), ejecutado en la misma época, esta Adoración de la Trinidad, basa su composición en la multiplicación de personajes, así como en una construcción esférica -copernicana- del espacio.
La obra se articula en dos planos. En el superior, en una figura de óvalo cuya parte de arriba está marcada por la propia forma del retablo, ocupan el centro, de arriba abajo, el Espíritu santo (una paloma), Dios Padre formidable y Jesucristo crucificado. Las figuras son trazadas con monumentalidad. Tanto a su alrededor, como abajo, en formación ligeramente curvada, se encuentran todos los santos en adoración: reyes, cardenales, mártires, héroes y profetas flotan sobre un paisaje de vista panorámica. Esta composición «sintetiza de manera sublime el cielo y la tierra» (Pijoán), confiriéndole un «carácter visionario anunciador de Altdorfer, Bruegel, Tintoretto y los Maestros del Barroco», aunque no supone un progreso en la técnica de Durero (Zumthor).
La composición recuerda a La disputa del Sacramento de Rafael que se encuentra en la Stanza della Segnatura del Palacio Apostólico de la Ciudad del Vaticano, obra que Durero no pudo conocer, dada la fecha en que se comenzó. En realidad, esta interacción entre elementos circulares y geométricos que se ve en ambas obras no es más que una forma «clásica» a la que tendía toda la pintura de la época, partiendo de la pintura renacentista italiana. 

## Obras relacionadas

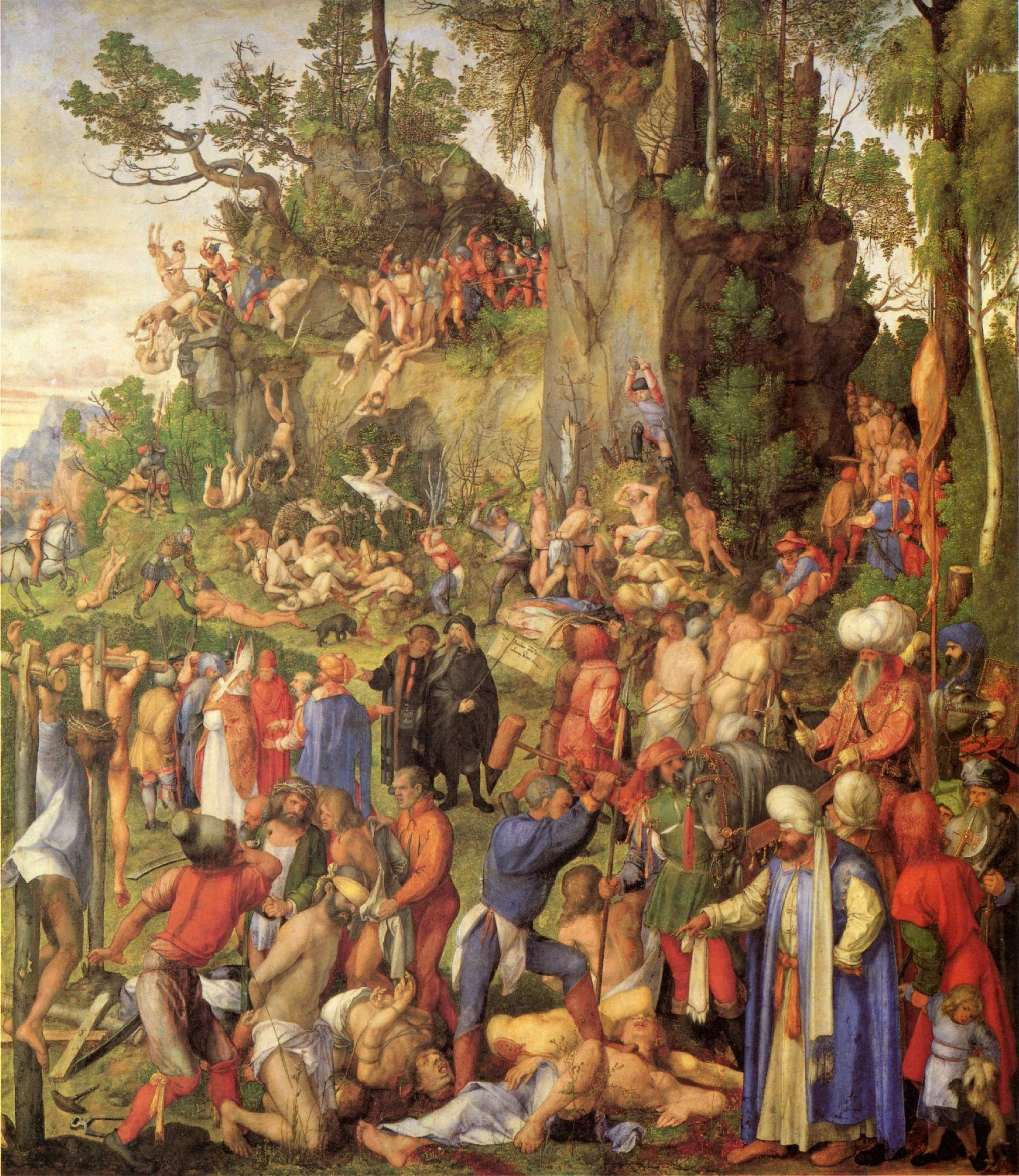
Martirio de los diez mil, de Alberto Durero, 1508, óleo, 99 × 87 cm, Kunsthistorisches, Viena
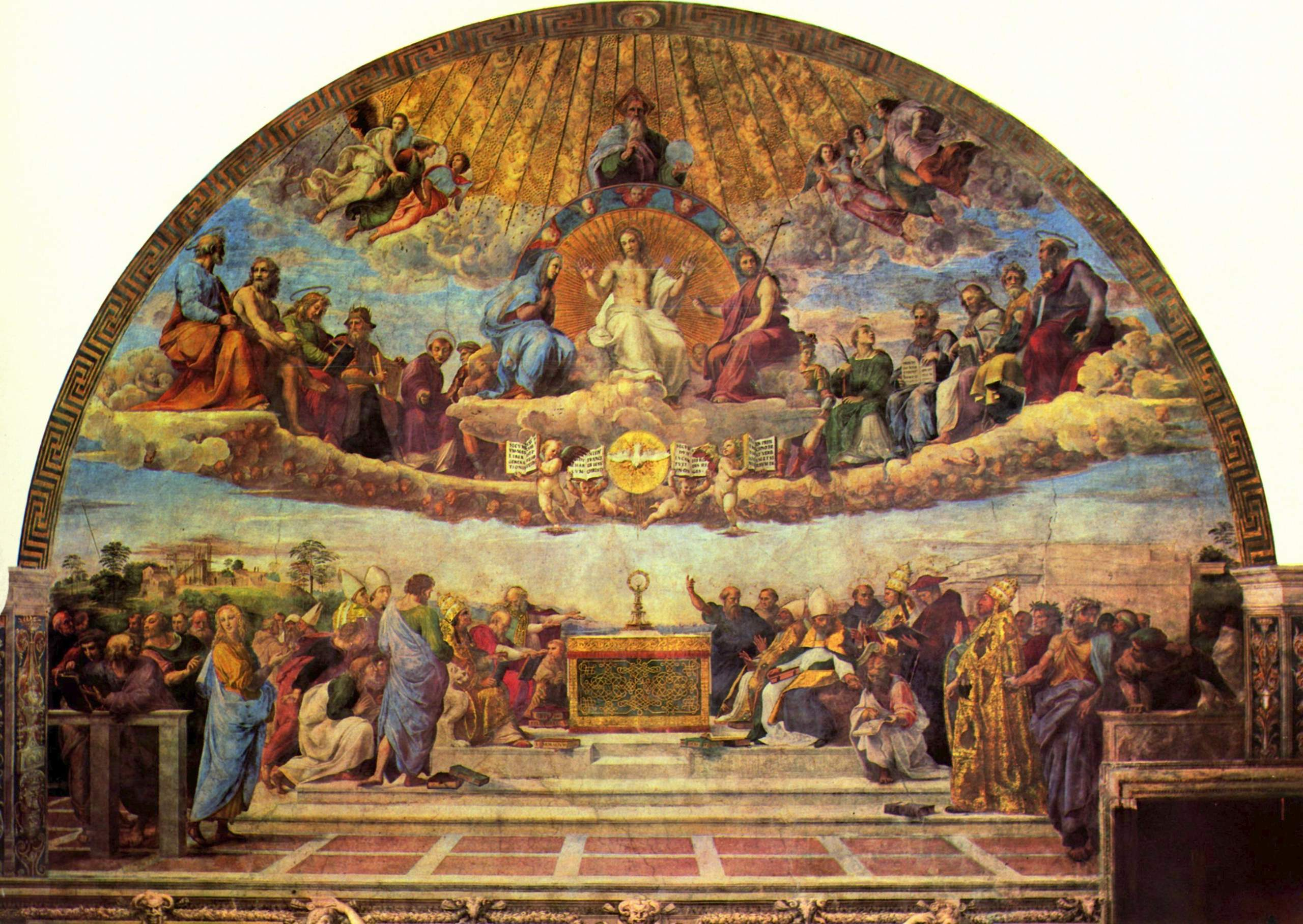
La disputa del Sacramento, por Rafael, 1509, fresco en Stanza della Segnatura en el Palacio Apostólico para el papa Julio II, 500 × 770 cm